# Cryptophagus ariadne
Cryptophagus ariadne is een keversoort uit de familie harige schimmelkevers (Cryptophagidae). De wetenschappelijke naam van de soort werd in 1980 gepubliceerd door Otero & González.